# Plan Dawes
Ne doit pas être confondu avec Dawes Act.

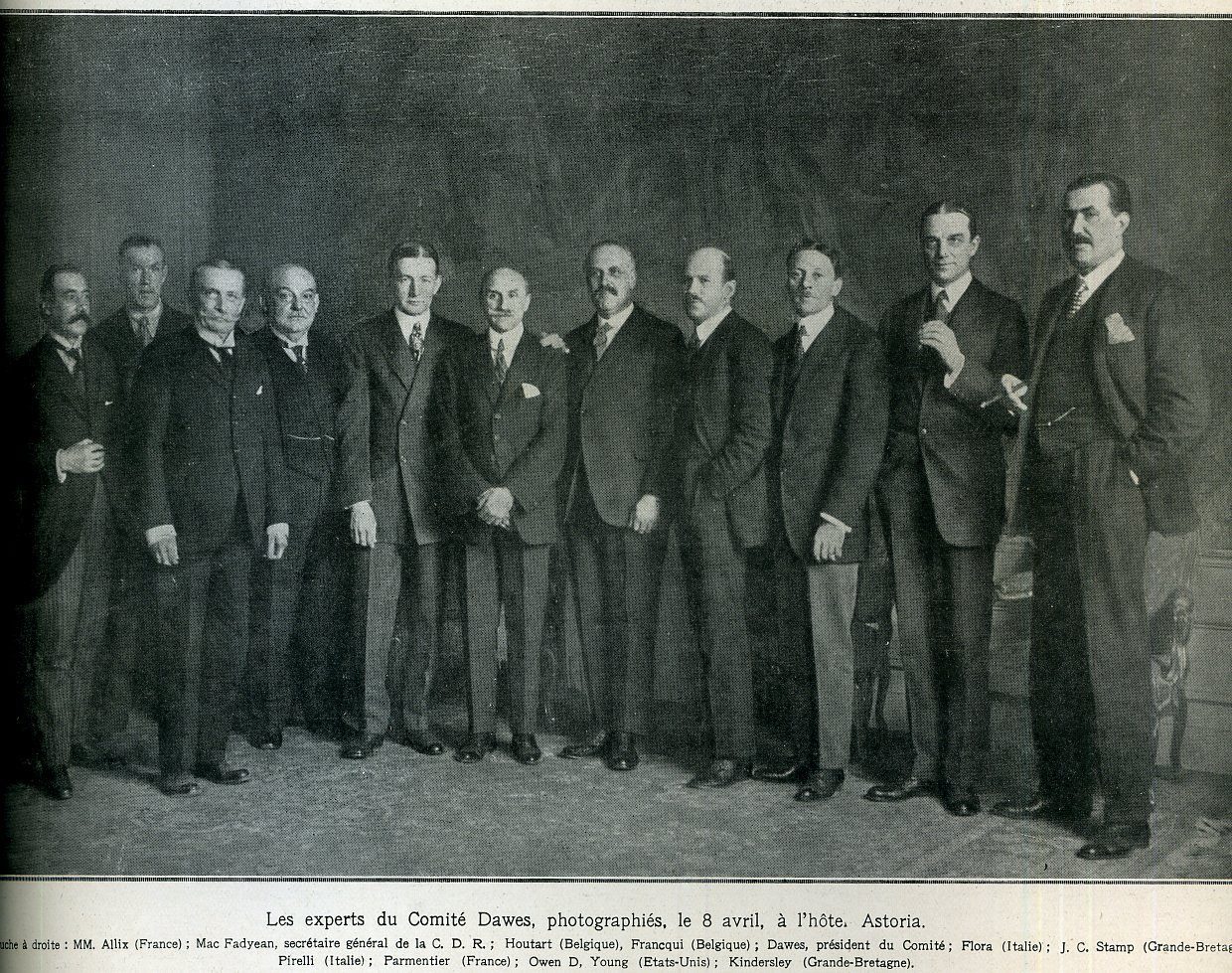
Le comité d'experts financiers présidé par Charles Dawes (cinquième à partir de la gauche) réuni le 8 avril 1929 à l'hôtel Astoria, avenue des Champs-Élysées à Paris : présent, l'Allemand Hjalmar Schacht n'y figure pas (source : L'Illustration).

Le plan Dawes signé à Paris le 16 août 1924 aménage les versements dus par l'Allemagne dans le cadre des réparations de la Première Guerre mondiale. Ces compensations sont désormais calculées à partir de la performance économique de la république de Weimar. Dans le même temps, un emprunt international est émis entre autres sur le marché obligataire américain, permettant de dégager une source importante de capitaux pour l’économie allemande qui entame alors des réformes achevées en 1925 et renoue avec la croissance. Fin 1928, l'Allemagne conteste de nouveau sa dette, ce qui conduit à un nouvel arrangement, le plan Young.

## Contexte
Le plan Dawes a été initié par les gouvernements américain et britannique en 1923, effrayés par la situation allemande, en proie à l'hyperinflation et le désordre politique sur le plan intérieur : il a été conçu par un comité international d'experts financiers issus des pays alliés, présidé par l'Américain Charles Dawes, et en association avec l'Allemand Hjalmar Schacht.
La base juridique est le traité de Versailles du 28 juin 1919, plus précisément les articles 231, 233 et 234 et dont les annexes moratoires prévoient une somme équivalente à 20 milliards de marks-or rien que pour l'Allemagne, au nom des réparations de retard. Les premiers versements devaient intervenir le 1er mai 1921 (mais courir à partir de 1919), mais l'Allemagne se déclare insolvable, en défaut de paiement dès 1920. Comme compensation, la Belgique et la France décident d'occuper la Ruhr à partir de janvier 1923, engendrant un climat nationaliste hostile en Allemagne mais aussi des réactions négatives du côté de certains alliés.

## Le travail du comité
La commission alliée chargée des réparations demande à l'un de ses membres, Charles Dawes, de les aider à trouver une solution au défaut de paiement allemand. Par ailleurs chargé du Bureau de la gestion et du budget américain depuis 1921, celui-ci contacte ses différents homologues et représentants parmi les nations avec lesquelles l'Allemagne est débitrice. On trouve dix membres dans ce comité : les Belges Maurice Houtart et Émile Francqui, les Français Jean Parmentier et Edgard Allix, les Britanniques Josiah Stamp (1881-1941) et Robert Kindersley, les Italiens Alberto Pirelli et Federico Flora et l'Américain Owen D. Young qui s'occupe également du département du Commerce sous la présidence de Herbert Hoover. Le poids de Kindersley est considérable : il représente les intérêts à la fois de la Banque d'Angleterre de la Banque Lazard.
Les membres travaillent dès la fin 1923 en l'hôtel Astoria situé avenue des Champs-Élysées à Paris, qui était devenu le siège de la commission alliée des réparations. Un premier rapport est remis le 8 avril 1924, lequel doit être soumis aux différents gouvernements alliés ainsi qu'aux représentants allemands, en l'occurrence Hjalmar Schacht.
Le comité se réunit alors à partir du 16 juillet à Londres. À partir du 5 août, l'Allemagne est invitée à la table des négociations en tant que puissance souveraine : c'est la première fois depuis la fin de la Première Guerre mondiale. Le Gouvernement allemand fit le voyage : le chancelier Wilhelm Marx, le ministre des Affaires étrangères Gustav Stresemann et le ministre des finances Hans Luther se sont donc rendus à Londres pour négocier puis signer le document, de même leurs homologues américains, belges, britanniques, français, et italiens.

## Décisions
L'accord entériné entre toutes les parties est signé le 16 août 1924, ratifié par l'Allemagne le 1er septembre suivant, et implique les décisions suivantes :
1. La Ruhr est évacuée de toutes présences militaires : l'Allemagne peut récupérer son charbon ;
2. La première tranche de 20 milliards de marks-or est échelonnée ainsi : un milliard de marks-or durant les cinq premières années (1919-1923) incluant les intérêts de retard, puis passant à 2,5 milliards annuel à la sixième année, et ce, jusqu'au nominal, intérêts inclus ;
3. La réorganisation de la Reichsbank se fait sous la supervision des Alliés ;
4. Les capitaux de la première annuité de remboursement incluent les ressources issues des transports, des droits de douane et d'accise ;
5. L'Allemagne se voit accorder un premier prêt de 200 millions de dollars, via une série d'émissions obligataires, entre autres sur le marché financier américain.

Une partie des capitaux levés sur le marché américain fut coordonnée par un consortium bancaire dirigé par J.P. Morgan & Co., sous la houlette du département d'État américain.

## Conséquences
Le plan Dawes est un accord de nature strictement économique et financière : il évacue les questions politiques et nationalistes. En ce sens, il se concentre uniquement sur la question du remboursement de la dette allemande et la façon de redonner à ce pays les moyens de sa croissance afin de contenter débiteurs et créditeurs.
La réforme de la Reichsbank révèle aussi des éléments déterminants : l'institution, rendue autonome par rapport à l'État allemand de façon réaffirmée, comprend désormais parmi ses 14 administrateurs, sept membres étrangers, pas seulement venus de pays alliés, puisqu'on trouve un Néerlandais et un Suisse. La Reichsbank ne peut plus désormais accorder de crédit au gouvernement sans garantie ; la couverture des transactions et des émissions de billets est gagée par une encaisse-or (ou devises convertibles en or) garantie par les commissaires étrangers et elle est fixée à 40 % ; le taux de refinancement (ou taux directeur) est fixé à 5 %. Fin 1924, le prêt de 200 millions de dollars arrive dans les caisses de la Reichsbank, comme fonds de garantie.
55 % des réparations sont à verser en or ou en devises convertibles, le reste en nature (minerais, ressources agricoles). L'application des modalités est surveillée par Seymour Parker Gilbert, nommé en octobre 1924, agent général de la Commission des réparations allemandes. Par ailleurs, la Reichsbahn, société nationale des transports ferroviaires allemands, est transformée en société anonyme sous contrôle étranger (50 % du conseil d'administration).
Entre 1925 et 1929, ce sont près de 5 milliards de dollars d'investissements prenant la forme de lettres de crédit remboursables qui dévalent depuis l'Amérique dans l'économie allemande. Dès 1926, les industries minière et de l'acier allemande redeviennent les plus fortes de l'Europe continentale. 
En 1928, l'échéance des remboursements devant passer de un à 2,5 milliards de marks-or, et tandis qu'augmente la dette publique et l'intérêt de celle-ci, le gouvernement allemand, pressé par l'opinion, conteste le montant. La Commission inter-alliée de remboursement se réunit à nouveau, convoque un comité : le plan Young ne sera pas appliqué principalement du fait de la crise de 1929 et de l'effondrement d'une partie du système bancaire et de nombreuses entreprises endettées, mais aussi du changement de régime intervenu à la fin de 1932 et l'avènement du Troisième Reich.

## Source
- (en) « Dawes Plan » dans Encyclopædia Britannica, 2006. Consulté le 14 juillet 2006 sur le site Encyclopædia Britannica Premium Service